# 2019年薩摩亞麻疹疫情
2019年萨摩亚麻疹疫情是2019年底薩摩亞境內出現的麻疹疫情。疫情始于2019年9月。 截至 2020年1月6日，萨摩亚境內的麻疹病例超过5,700例，死亡83人，而當時薩摩亞全國人口为 200,874 人， 說明該國超过3%的人罹患麻疹。 疫情爆发的原因是疫苗接种率下降，2017年，薩摩亞的疫苗接種率為74% ，2018年下降至31-34%，而薩摩亞的鄰居們疫苗接种率接近99%。
2019年11月17日，薩摩亞當局宣布該國进入紧急状态，所有学校关闭，17岁以下儿童不能參加公共活动，當局還强制所有人接种疫苗。 12月2日，政府实施宵禁，取消所有的圣诞节庆祝活动和公众集会。12月5日至6日，政府宣佈暫停所有公共服務，以便让公务员去接種疫苗。12月7日，宵禁解除，因為政府預估90%的人已接種疫苗。12月14日，當局宣佈紧急状态延长至12月29日。當局還逮捕反疫苗接种活动人士埃德温·塔马塞塞，他被指控“煽动他人违反政府的命令”。12月28日，萨摩亚當局宣布结束紧急状态。